# 讷伊 (上比利牛斯省)
讷伊（法語：Neuilh，法語發音：[nœj]）是法国上比利牛斯省的一个市镇，属于巴涅尔德比戈尔区。

## 地理
讷伊（43°4'37"N, 0°4'22"E）面积2.39 平方千米，位于法国奧克西塔尼大區上比利牛斯省，该省份为法国西南部内陆省份，北至热尔省，西接大西洋比利牛斯省，南与西班牙接壤，东临上加龙省。
与讷伊接壤的市镇（或旧市镇、城区）包括：阿斯蒂格、乌苏埃河畔热尔姆、拉巴塞尔、奥桑埃昂格莱、阿尔罗代特埃昂格莱。

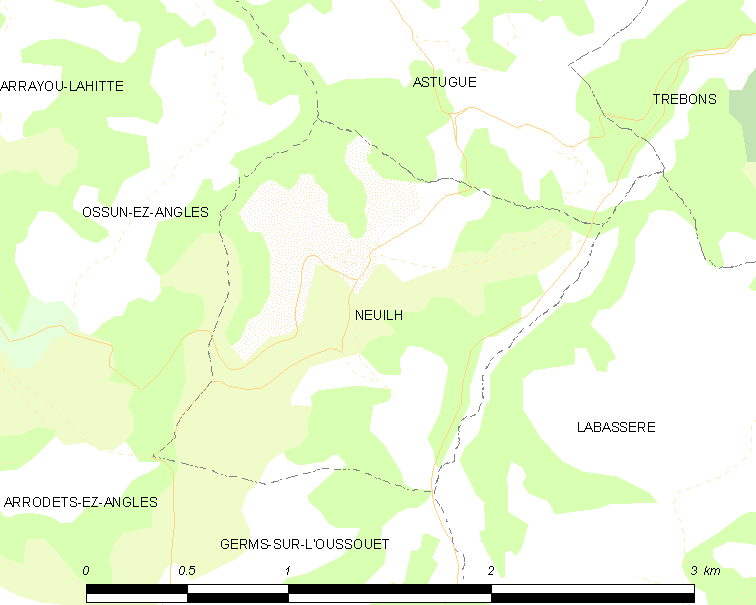
的OSM定位图

讷伊的时区为UTC+01:00、UTC+02:00（夏令时）。

## 行政
讷伊的邮政编码为65200，INSEE市镇编码为65328。

## 政治
讷伊所属的省级选区为上比戈尔县。

## 人口

1962-2008年间人口变化图示

讷伊于2022年1月1日时的人口数量为94人。